# Jerzy Sojka
Jerzy Janusz Sojka (* 21. září 1984, Cieszyn) je polský evangelický (luterský) teolog, vysokoškolský učitel a laický činovník Evangelicko-augsburské církve v Polské republice.
Studoval teologii ve Varšavě a v Bonnu. Od roku 2019 je profesorem Křesťanské teologické akademie ve Varšavě. Zabývá se zejména luterskou teologií v 16. století a její současnou recepcí a o interpretací, jakož i evangelickou systematickou teologií 20. století.